# Iñigo Idiakez Barkaiztegi
Iñigo Idiakez Barkaiztegi (Sant Sebastià, Guipúscoa, (País Basc), 8 de novembre de 1973) és un exfutbolista basc. Jugava com a migcampista o davanter.

## Carrera esportiva
Jugador format en el planter de la Reial Societat. Pertanyent a la mateixa fornada del 73 que els internacionals Francisco Javier de Pedro i Agustín Aranzabal. El seu germà major, Imanol Idiakez, va coincidir amb Iñigo en les categories inferiors de la Reial Societat, però va veure truncada la seva progressió per una greu lesió que li va impedir arribar al primer equip.
Iñigo Idiakez va debutar amb la Reial Societat en la Primera divisió espanyola el 8 de novembre de 1992, el mateix dia que complia 19 anys en un partit davant el Cadis CF a l'Estadi d'Atocha. A pesar d'aquest primerenc debut amb la Reial Societat, no va entrar a formar part de la primera plantilla del club fins a la temporada 1994-95.
Entre 1992 i 1994 va jugar durant dues temporades habitualment en la Reial Societat de Futbol B de Segona divisió B amb molt puntuals aparicions en el primer equip i bons registres golejadors en la Segona B. Entre 1994 i 2002, durant 8 temporades, va ser jugador de la primera plantilla de la Reial Societat de Futbol. Idiakez va jugar 254 partits oficials amb la Reial Societat en Lliga, Copa del Rei i Copa de la UEFA i va marcar 36 gols, dels quals, 233 dels partits i 33 dels gols van ser en la Primera divisió espanyola.
Durant la major part de les temporades Idiakez es va caracteritzar per ser bàsicament un suplent habitual de l'equip. No obstant això en els seus 2 últimes campanyes com reialista es va fer amb un lloc titular en el centre de l'equip. Idiakez va començar jugant com davanter, però a mesura que van ser passant els anys va ser retardant la seva posició al centre del camp. En les seves últimes temporades en la Reial Societat es va veure reconvertit en migcampista de brega i lluitador. Sempre va mantenir certa capacitat golejadora i va veure porta amb relativa freqüència.
En finalitzar la temporada 2001-02, Iñigo Idiakez finalitzava contracte amb la Reial Societat quedant com a jugador lliure al no arribar a cap acord amb el club donostiarra per a renovar, es va parlar de l'interès de diversos històrics de la lliga espanyola per a obtenir els seus serveis, com el Betis o l'Athletic de Bilbao però passaven els dies de l'estiu de 2002 i Idiakez no acabava de signar per cap equip. En vespres de l'inici de la temporada i al no concretar-se les ofertes d'equips de Primera va fitxar pel Reial Oviedo, equip en una profunda crisi financera i recén descendit a la Segona divisió.

### Segona Divisió espanyola
En el Reial Oviedo Idiakez va jugar una temporada, la 2002-03. Va ser el cinquè jugador més utilitzat de la plantilla. Va jugar 33 partits i va marcar 4 gols. No obstant això el club es trobava en una profunda crisi en tots els àmbits i va finalitzar la temporada en penúltima posició descendint a Segona divisió B. Aquell mateix estiu l'Oviedo va descendir així mateix a Tercera divisió com a conseqüència dels seus problemes econòmics.
Després de quedar lliure de la seva vinculació amb el Real Oviedo va fitxar pel Rayo Vallecano, també de la Segona divisió i entrenat per Julen Lopetegi. La història de l'any anterior es va tornar a repetir para Idiakez. El Rayo Vallecano va finalitzar la temporada en penúltima posició i va descendir a Segona divisió B. A més Idiakez va jugar menys que la campanya anterior en el Real Oviedo, sent el primer recanvi de l'equip. Després de dues temporades en Segona divisió saldades amb dos descensos de categoria el futur d'Idiakez es presentava bastant incert.

### First Divisionanglesa
En l'estiu de 2004, després de realitzar unes proves, Idiakez fitxa per l'històric Derby County FC que es trobava en la First Division anglesa (segona categoria del futbol anglès). El fitxatge d'Idiakez, que havia quedat lliure després del descens del Rayo, va ser una aposta personal del llavors tècnic de l'equip George Burley. En l'equip de Derby Idiakez es va convertir ràpidament en un dels ídols de l'afició local i va arribar a ser triat en la temporada del seu debut el jugador preferit de l'afició i el millor de la First Divisió en la seva demarcació, elecció feta pels jugadors de la seva mateixa categoria.
En les seves 2 temporades amb els Rams Idiakez ha jugat 86 partits de Lliga i marcat 20 gols sent titular indiscutible de l'equip. Jugant en una posició més avançada s'ha convertit a més en un bon llançador de faltes i serveis de corner. Si en la temporada 2004-05 el Derby County va lluitar per l'ascens a la Premier League finalitzant en 4t lloc; en la temporada 2005-06 va fregar el descens a l'acabar en 20a posició.
El 31 d'agost de 2006 Idiakez va ser traspassat al Southampton FC per 250.000 lliures. En aquest equip s'ha retrobat amb George Burley com manager. A pesar de fer un gran inici de temporada, va deixar de comptar en els plans del tècnic i així al març de 2007 va ser cedit pel seu club al Queens Park Rangers FC de la Football League Championship fins a final de temporada i després repescat pel seu propi equip per a jugar els play offs d'ascens a la Premier. Eixa temporada va jugar 12 partits de Lliga i va marcar 1 gol per al Southampton i 4 partits i 1 gol per al QPR's. La temporada 2007-08 retornà al Southampton, que li va donar la carta de llibertat. Va provar pel San Jose Earthquakes de la Major League Soccer i pel Bournemouth, però no va tenir cap oferta i es va retirar.
El 2011 va obtenir la llicència UEFA PRO d'entrenador.

### Selecció
Idiakez va disputar 4 partits internacionals amb la selecció nacional d'Euskadi, marcant 2 gols.
Amb la selecció espanyola ha estat internacional sub-21, arribant a ser subcampió de l'Eurocopa de 1996 i participant en els Jocs Olímpics d'Atlanta 1996, on va obtenir un diploma olímpic en arribar la selecció espanyola fins a quarts de final.